# Sokratis Dioudis
Sokratis Dioudis (Grieks: Σωκρατης Διουδης) (Thessaloniki, 3 februari 1993) is een Grieks voetballer die als doelman speelt. Hij speelt sinds augustus 2017 bij Panathinaikos FC, dat hem overnam van Aris FC.

## Clubcarrière
In mei 2011 werd Dioudis bij het eerste elftal van Aris FC gehaald, de club uit zijn geboortestad Thessaloniki. Tijdens het seizoen 2011/12 kwam hij niet aan spelen toe. Hij debuteerde pas voor Aris op 2 september 2012 tegen OFI Kreta na een conflict tussen de trainer en de eerste doelman. In die wedstrijd slaagde Dioudis erin om zijn netten schoon te houden. In totaal keepte hij 12 wedstrijden dat seizoen. Tijdens het seizoen 2013/14 was hij de vaste nummer één. Op 22 juli 2014 tekende hij een contract voor twee seizoenen (met optie op een seizoen extra) bij Club Brugge, dat een nieuwe tweede doelman zocht na het wegvallen van Vladan Kujović wegens een niertumor. Dioudis kwam weliswaar nooit in actie en in juni 2015 werd bekendgemaakt dat Club Brugge de doelman voor één seizoen zou uitlenen aan de Griekse middenmoter Panionios.

## Statistieken
| Seizoen | Club          | Land                 | Competitie         | Competitie | Competitie | Beker | Beker | Internationaal | Internationaal | Totaal | Totaal |
| Seizoen | Club          | Land                 | Competitie         | Wed.       | Dlp.       | Wed.  | Dlp.  | Wed.           | Dlp.           | Wed.   | Dlp.   |
| ------- | ------------- | -------------------- | ------------------ | ---------- | ---------- | ----- | ----- | -------------- | -------------- | ------ | ------ |
| 2011/12 | Aris FC       | Vlag van Griekenland | Super League       | 0          | 0          | 0     | 0     | —              | —              | 0      | 0      |
| 2012/13 | Aris FC       | Vlag van Griekenland | Super League       | 12         | 0          | 1     | 0     | —              | —              | 13     | 0      |
| 2013/14 | Aris FC       | Vlag van Griekenland | Super League       | 32         | 0          | 1     | 0     | —              | —              | 33     | 0      |
| 2014/15 | Club Brugge   | Vlag van België      | Jupiler Pro League | 0          | 0          | 0     | 0     | 0              | 0              | 0      | 0      |
| 2015/16 | → Panionios   | Vlag van Griekenland | Super League       | 21         | 0          | 3     | 0     | —              | —              | 24     | 0      |
| 2016/17 | Aris FC       | Vlag van Griekenland | Beta Ethniki       | 31         | 0          | 3     | 0     | —              | —              | 34     | 0      |
| 2017/18 | Panathinaikos | Vlag van Griekenland | Super League       | 5          | 0          | 3     | 0     | 0              | 0              | 8      | 0      |
| 2018/19 | Panathinaikos | Vlag van Griekenland | Super League       | 26         | 0          | 3     | 0     | —              | —              | 29     | 0      |
| 2019/20 | Panathinaikos | Vlag van Griekenland | Super League       | 32         | 0          | 6     | 0     | —              | —              | 38     | 0      |
| 2020/21 | Panathinaikos | Vlag van Griekenland | Super League       | 34         | 0          | 1     | 0     | 2              | 0              | 37     | 0      |
| 2021/22 | Panathinaikos | Vlag van Griekenland | Super League       | 10         | 0          | 4     | 0     | —              | —              | 14     | 0      |
| Totaal  | Totaal        | Totaal               | Totaal             | 203        | 0          | 25    | 0     | 2              | 0              | 230    | 0      |

## Palmares
| Beker van België | 1× | 2014/15 |

## Interlandcarrière
Dioudis kwam reeds uit voor diverse Griekse nationale jeugdelftallen. In 2012 bereikte hij met Griekenland -19 de finale van het Europees kampioenschap voor spelers onder 19 jaar in Estland. Griekenland verloor de finale van Spanje na een doelpunt van Jesé Rodríguez. In hetzelfde jaar debuteerde hij voor Griekenland -21.
1 Lodygin ·
2 Vagiannidis ·
3 Max ·
4 Pérez ·
5 Schenkeveld ·
6 Zeca ·
7 Ioannidis  ·
8 Ounahi ·
9 Šporar ·
10 Tetê ·
11 Bakasetas ·
14 Palmer-Brown ·
15 Ingason ·
16 Čerin ·
17 Mancini ·
18 Limnios ·
20 Maksimović ·
21 Jedvaj ·
23 Magnússon ·
25 Mladenović ·
27 Kotsiras ·
28 Pellistri ·
29 Jeremejeff ·
31 Đuričić ·
37 Kleinheisler ·
44 Nikas ·
52 Vilhena ·
55 Arão ·
69 Drągowski ·
77 Verbič ·
81 Lilo ·
Coach: Alonso